# Funkcionalna grupa
Funkcionalna grupa u hemiji predstavlja grupe atoma u organskim jedinjenjima koje daju karakteristične osobine tim jedinjenjima i njihovim reakcijama. Hemijska jedinjenja koja imaju istu funkcionalnu grupu se zbog sličnih osobina sistematizuju u zajedničke grupe. Ista funkcionalna grupa će proći iste ili slične hemijske reakcije bez obzira na ostatak molekulskog sastava. To omogućava sistematsko predviđanje hemijskih reakcija i ponašanja hemijskih jedinjenja i dizajn hemijske sinteze. Reaktivnost funkcionalne grupe mogu modifikovati druge funkcionalne grupe u blizini. Interkonverzija funkcionalne grupe može se koristiti u retrosintetičkoj analizi za planiranje organske sinteze.
Funkcionalne grupe se mogu podeliti na: heterogene (sa različitim atomima unutar grupe) i homogene (sa istim atomima). Homogene funkcionalne grupe se mogu smatrati potpunim funkcionalnim grupama, pošto su one samo strukturne veze koji sa drugim atomima i molekulima gotovo da i ne stupaju u hemijske reakcije. U slučajevima anorganskih i metalorganskih spojeva, jednostavnim funkcionalnim grupama se smatraju i alkil- i aril- funkcionalne grupe. Sve organske veze i funkcionalne grupe se mogu svrstati u organske grupe. U zavisnosti u funkcionalne grupe, većina primarnih organskih jedinjenja menja svoje osobine. Tako na prier ako se alkanu butanu dodaju određene funkcionalne grupe, on prelazi u svoje derivate.
Funkcionalna grupa je grupa atoma u molekulu sa karakterističnim hemijskim svojstvima, bez obzira na ostale atome u molekulu. Atomi u funkcionalnoj grupi povezani su međusobno i sa ostatkom molekula kovalentnim vezama. Za ponavljajuće jedinice polimera, funkcionalne grupe se vežu za njihova nepolarna jezgra atoma ugljenika i tako dodaju hemijski karakter lancima ugljenika. Funkcionalne grupe takođe mogu biti naelektrisane, npr. u karboksilatnim solima, čime se molekul pretvara u polatomski jon ili kompleksni jon. Funkcionalne grupe koje se vezuju za centralni atom u koordinacionom kompleksu nazivaju se ligandi. Kompleksacija i solvatacija su takođe uzrokovane specifičnim interakcijama funkcionalnih grupa. U uobičajenom pravilu „slično se rastvara slično“, zajedničke ili međusobno dobro interagujuće funkcionalne grupe omogućavaju rastvorljivost. Na primer, šećer se rastvara u vodi, jer oboje dele hidroksilnu funkcionalnu grupu (–OH), a hidroksili formiraju snažne međusobna interakcije. Plus, kada su funkcionalne grupe elektronegativnije od atoma za koje se vezuju, funkcionalne grupe postaju polarne, a inače nepolarni molekuli koji sadrže ove funkcionalne grupe postaju polarni i tako postaju rastvorljivi u nekom vodenom okruženju.
Kombinovanje imena funkcionalnih grupa sa imenima matičnih alkana stvara ono što se naziva sistematskom nomenklaturom za imenovanje organskih jedinjenja. U tradicionalnoj nomenklaturi, prvi atom ugljenika posle ugljenika koji se vezuje za funkcionalnu grupu naziva se alfa ugljenik; drugi, beta ugljenik, treći, gama ugljenik, itd. Ako na ugljeniku postoji još jedna funkcionalna grupa, ona može se nazvati grčkim slovom, npr. gama-amin u gama-aminobuternoj kiselini nalazi se na trećem ugljeniku ugljeničnog lanca vezanog za grupu karboksilne kiseline. IUPAC konvencije zahtevaju numeričko označavanje položaja, npr. 4-aminobutanska kiselina. U tradicionalnim imenima za označavanje izomera koriste se različiti kvalifikatori, na primer, izopropanol (IUPAC naziv: propan-2-ol) je izomer n-propanola (propan-1-ol). Termin ostatak se preklapa sa terminom „funkcionalna grupa“. Međutim, ostatak je čitava „polovina“ molekula, koja može biti samo jedna funkcionalna grupa, ali i veća jedinica koja se sastoji od više funkcionalnih grupa. Na primer, „arilni deo“ može biti bilo koja grupa koja sadrži aromatični prsten, bez obzira na to koliko funkcionalnih grupa pomenuti aril ima.

## Tabela uobičajenih funkcionalnih grupa
Sledi lista uobičajenih funkcionalnih grupa. U formulama simboli R i R' obično označavaju vezani vodonik, ili bočni lanac ugljovodonika bilo koje dužine, ali se ponekad mogu odnositi na bilo koju grupu atoma.

### Ugljovodonici
Ugljovodonici su klasa molekula koja je definisana funkcionalnim grupama nazvanim hidrokarbil koje sadrže samo ugljenik i vodonik, ali se razlikuju u broju i redosledu dvostrukih veza. Svaka se razlikuje po tipu (i obimu) reaktivnosti.
| Hemijska klasa   | Grupa   | Formula | Strukturna formula Formula       | Prefiks  | Sufiks  | Primer                                          |
| ---------------- | ------- | ------- | -------------------------------- | -------- | ------- | ----------------------------------------------- |
| Alkan            | Alkil   |         | Alkil                            | alkil-   | -an     | Etan                                            |
| Alken            | Alkenil |         | Alken                            | alkenil- | -en     | Etilen (Eten)                                   |
| Alkin            | Alkinil | RC≡CR'  | {\displaystyle {\ce {R-C#C-R'}}} | alkinil- | -in     | {\displaystyle {\ce {H-C#C-H}}} Acetilen (Etin) |
| Derivati benzena | Fenil   |         | Fenil                            | fenil-   | -benzen | Kumen (Isopropilbenzen)                         |

Takođe postoji veliki broj razgranatih ili prstenastih alkana koji imaju specifična imena, npr. terc-butil, bornil, cikloheksil itd. Ugljovodonici mogu formirati naelektrisane strukture: pozitivno naelektrisane karbokatjone ili negativn karbanjone. Karbokatjoni se često nazivaju -um. Primeri su tropilijum i trifenilmetil katjoni i ciklopentadienil anjon.

### Grupe koje sadrže halogen
Haloalkani su klasa molekula koja je definisana vezom ugljenik-halogen. Ova veza može biti relativno slaba (u slučaju jodoalkana) ili prilično stabilna (kao u slučaju fluoroalkana). Generalno, sa izuzetkom fluorisanih jedinjenja, haloalkani lako podležu reakcijama nukleofilne supstitucije ili eliminacije. Supstitucija na ugljeniku zavisi od kiselosti susednog protona, uslova rastvarača itd.
| Hemijska klasa | Grupa  | Formula | Strukturna formula Formula   | Prefiks | Sufiks        | Primer                      |
| -------------- | ------ | ------- | ---------------------------- | ------- | ------------- | --------------------------- |
| haloalkan      | halo   |         | {\displaystyle {\ce {R-X}}}  | halo-   | alkil halid   | Hloroetan (Etil hlorid)     |
| fluoroalkan    | fluoro |         | {\displaystyle {\ce {R-F}}}  | fluoro- | alkil fluorid | Fluorometan (Metil fluorid) |
| chloroalkane   | hloro  |         | {\displaystyle {\ce {R-Cl}}} | hloro-  | alkil hlorid  | Hlorometan (Metil hlorid)   |
| bromoalkan     | bromo  |         | {\displaystyle {\ce {R-Br}}} | bromo-  | alkil bromid  | Bromometan (Metil bromid)   |
| iodoalkane     | jodo   |         | {\displaystyle {\ce {R-I}}}  | jodo-   | alkil jodid   | Jodometan (Metil jodid)     |

### Grupe koje sadrže kiseonik
Jedinjenja koja sadrže C-O veze poseduju različitu reaktivnost na osnovu lokacije i hibridizacije C-O veze, zahvaljujući efektu povlačenja elektronskom sp-hibridizovanog kiseonika (karbonilne grupe) i donirajućeg efekta sp2-hibridizovanog kiseonika (alkoholne grupe).
| Hemijska klasa               | Grupa                | Formula | Strukturna formula Formula | Prefiks                                                                 | Sufiks                  | Primer                                     |
| ---------------------------- | -------------------- | ------- | -------------------------- | ----------------------------------------------------------------------- | ----------------------- | ------------------------------------------ |
| Alkohol                      | Hidroksil            |         | Hydroxyl                   | hidroksi-                                                               | -ol                     | Metanol                                    |
| Keton                        | Karbonil             |         | Ketone                     | -oil- () ili okso- ()                                                   | -on                     | Butanon (Metil etil keton)                 |
| Aldehid                      | Aldehid              |         | Aldehid                    | formil- (-COH) ili okso- ()                                                 | -al                     | Acetaldehid (Etanal)                       |
| Acil halid                   | Haloformil           |         | Acil halid                 | karbonofluoridoil- karbonohloridoil- karbonobromidoil- karbonojodidoil- | -oil halid              | Acetil hlorid (Etanoil hlorid)             |
| Karbonat                     | Karbonatni estar     |         | Carbonate                  | (alkoksikarbonil)oksi-                                                  | alkil karbonat          | Trifosgen (bis(trihlorometil) karbonat)    |
| Karboksilat                  | Karboksilat          |         | Carboxylate · Carboxylate  | karboksi-                                                               | -oat                    | Natrijum acetat (Natrijum etanoat)         |
| Karboksilna kiselina         | Karboksil            |         | Carboxylic acid            | karboksi-                                                               | -oinska kiselina        | Sirćetna kiselina (Etanoinska kiselina)    |
| Estar                        | Karboalkoksi         |         | Ester                      | alkanoiloksi- ili alkoksikarbonil                                       | alkil alkanoat          | Etil butirat (Etil butanoat)               |
| Metoksi                      | Metoksi              |         | Methoxy                    | metoksi-                                                                |                         | Anizol (Metoksibenzen)                     |
| Hidroperoksid                | Hidroperoksi         |         | Hydroperoxy                | hidroperoksi-                                                           | alkil hidroperoksid     | terc-Butil hidroperoksid                   |
| Peroksid                     | Peroksi              |         | Peroxy                     | peroksi-                                                                | alkil peroksid          | Di-tert-butil peroksid                     |
| Etar                         | Etar                 |         | Etar                       | alkoksi-                                                                | alkil etar              | Dietil etar (Etoksietan)                   |
| Hemiacetal                   | Hemiacetal           |         | Hemiacetal                 | alkoksi -ol                                                             | -al alkil hemiacetal    |                                            |
| Hemiketal                    | Hemiketal            |         | Hemiketal                  | alkoksi -ol                                                             | -on alkil hemiketal     |                                            |
| Acetal                       | Acetal               |         | Acetal                     | dialkoksi-                                                              | -al dialkil acetal      |                                            |
| Ketal (ili Acetal)           | Ketal (ili Acetal)   |         | Ketal                      | dialkoksi-                                                              | -on dialkil ketal       |                                            |
| Ortoestar                    | Ortoestar            |         | Orthoester                 | trialkoksi-                                                             |                         |                                            |
| Heterocikl (ako je cikličan) | Metilendioksi        | ()      |                            | metilendioksi-                                                          | -dioksol                | 1,2-Metilendioksibenzen (1,3-Benzodioksol) |
| Ortokarbonatni estar         | Ortokarbonatni estar |         | Orthocarbonate ester       | tetralkoksi-                                                            | tetraalkil ortokarbonat | Tetrametoksimetan                          |
| Organski kiselinski anhidrid | Karboksilni anhidrid |         | Carboxylic anhydride       |                                                                         | anhidrid                | Butirinski anhidrid                        |

### Grupe koje sadrže azot
Jedinjenja koja sadrže azot u ovoj kategoriji mogu sadržati C-O veze, kao u slučaju amida.
| Hemijska klasa     | Grupa              | Formula                             | Strukturna formula Formula                                        | Prefiks                                                                    | Sufiks                          | Primer                                                                               |
| ------------------ | ------------------ | ----------------------------------- | ----------------------------------------------------------------- | -------------------------------------------------------------------------- | ------------------------------- | ------------------------------------------------------------------------------------ |
| Amid               | Karboksamid        |                                     | Amide                                                             | karboksamid- ili carbamoyl-                                                | -amid                           | Acetamid (Etanamid)                                                                  |
| Amini              | Primarni amin      |                                     | Primary amine                                                     | amino-                                                                     | -amin                           | Metilamin (Metanamin)                                                                |
| Amini              | Sekundarni amin    |                                     | Secondary amine                                                   | amino-                                                                     | -amin                           | Dimetilamin                                                                          |
| Amini              | Tercijarni amin    |                                     | Tertiary amine                                                    | amino-                                                                     | -amin                           | Trimetilamin                                                                         |
| Amini              | 4° amonijum jon    |                                     | Quaternary ammonium cation                                        | amonio-                                                                    | -amonijum                       | Holin                                                                                |
| Imin               | Primarni ketimin   |                                     | Imine                                                             | imino-                                                                     | -imin                           |                                                                                      |
| Imin               | Sekundarni ketimin | {\displaystyle {\ce {RC(=NR'')R'}}} | Imine                                                             | imino-                                                                     | -imin                           |                                                                                      |
| Imin               | Primarni aldimin   |                                     | Imine                                                             | imino-                                                                     | -imin                           | Etanimin                                                                             |
| Imin               | Sekundarni aldimin |                                     | Imine                                                             | imino-                                                                     | -imin                           |                                                                                      |
| Imid               | Imid               |                                     | Imid                                                              | imido-                                                                     | -imid                           | Sukcinimid (Pirolidin-2,5-dion)                                                      |
| Azid               | Azid               |                                     | Organoazide                                                       | azido-                                                                     | alkil azid                      | Fenil azid (Azidobenzen)                                                             |
| Azo jedinjenje     | Azo (Diimid)       |                                     | Azo.pngl                                                          | azo-                                                                       | -diazen                         | Metil oranž (p-dimetilamino-azobenzensulfonska kiselina)                             |
| Cijanati           | Cijanat            |                                     | Cyanate                                                           | cijanato-                                                                  | alkil cijanat                   | Metil cijanat                                                                        |
| Cijanati           | Izocijanat         |                                     | Isocyanate                                                        | izocijanato-                                                               | alkil izocijanat                | Metil izocijanat                                                                     |
| Nitrat             | Nitrat             |                                     | Nitrate                                                           | nitrooksi-, nitroksi-                                                      | alkil nitrat                    | Amil nitrat (1-nitrooksipentan)                                                      |
| Nitril             | Nitril             |                                     | {\displaystyle {\ce {R-\!#N}}}                                    | cijano-                                                                    | alkannitril alkil cijanid       | Benzonitril (Fenil cijanid)                                                          |
| Nitril             | Izonitril          |                                     | {\displaystyle {\ce {R}}{-}{\overset {+}{{\ce {N}}}}{\ce {#C^-}}} | isocijano-                                                                 | alkanizonitril alkil izocijanid | {\displaystyle {\ce {H3C}}{-}{\overset {+}{{\ce {N}}}}{\ce {#C^-}}} Metil izocijanid |
| Nitrit             | Nitrozooksi        |                                     | Nitrite                                                           | nitrozooksi-                                                               | alkil nitrit                    | Izoamil nitrit (3-metil-1-nitrozooksibutan)                                          |
| Nitro jedinjenje   | Nitro              |                                     | Nitro                                                             | nitro-                                                                     |                                 | Nitrometan                                                                           |
| Nitrozo jedinjenje | Nitrozo            |                                     | Nitroso                                                           | nitrozo- (Nitrozil-)                                                       |                                 | Nitrozobenzen                                                                        |
| Oksim              | Oksim              |                                     | Oxime                                                             |                                                                            | Oksim                           | Aceton oksim (2-Propanon oksim)                                                      |
| Piridin derivat    | Piridil            |                                     | 4-piridil grupa · 3-piridil grupa · 2-piridil grupa               | 4-piridil (piridin-4-il) 3-piridil (piridin-3-il) 2-piridil (piridin-2-il) | -piridini                       | Nikotin                                                                              |
| Karbamatni estar   | Karbamat           |                                     | Carbamate                                                         | (-karbamoil)oksi-                                                          | -karbamat                       | Hlorprofam (Izopropil (3-hlorofenil)karbamat)                                        |

## Spoljašnje veze
- „IUPAC ligand abbreviations” (PDF). IUPAC. 2. 4. 2004. Архивирано из оригинала (PDF) 27. 9. 2007. г. Приступљено 25. 2. 2015.